# Faruk Yusuf
Faruk Yusuf (Sokoto, 19 de febrero de 2004) es un jugador de balonmano nigeriano que juega de lateral derecho en el Limoges Hand 87. Es internacional con la selección de balonmano de Nigeria.

## Palmarés

### Selección nacional
| Juegos Panafricanos | Juegos Panafricanos | Juegos Panafricanos | Juegos Panafricanos |
| Año                 | Lugar               | Medalla             |                     |
| ------------------- | ------------------- | ------------------- | ------------------- |
| 2023                | Acra                | Medalla de bronce   |                     |

### Kielce
- Liga de Polonia de balonmano (2): 2021, 2022
- Copa de Polonia de balonmano (1): 2021

## Clubes
| Club                     | País    | Año       |
| ------------------------ | ------- | --------- |
| KS Kielce                | Polonia | 2021-Act. |
| BM Granollers (cedido)   | España  | 2022-2024 |
| Limoges Hand 87 (cedido) | Francia | 2024-Act. |